# Sotillo de la Ribera
Sotillo de la Ribera es una localidad y un municipio situados en la provincia de Burgos, comunidad autónoma de Castilla y León (España), comarca de La Ribera,  partido judicial de Aranda, ayuntamiento del mismo nombre.
Se encuentra cerca de Roa y de Aranda de Duero.
Sotillo de la Ribera destaca por los quesos, la morcilla de Burgos y los vinos de la D.O. Ribera del Duero.
Pinillos de Esgueva es una pedanía del Ayuntamiento de Sotillo de la Ribera. 
El Arroyo de Sotillo vierte sus aguas en el río Gromejón, afluente del Duero.

## Historia

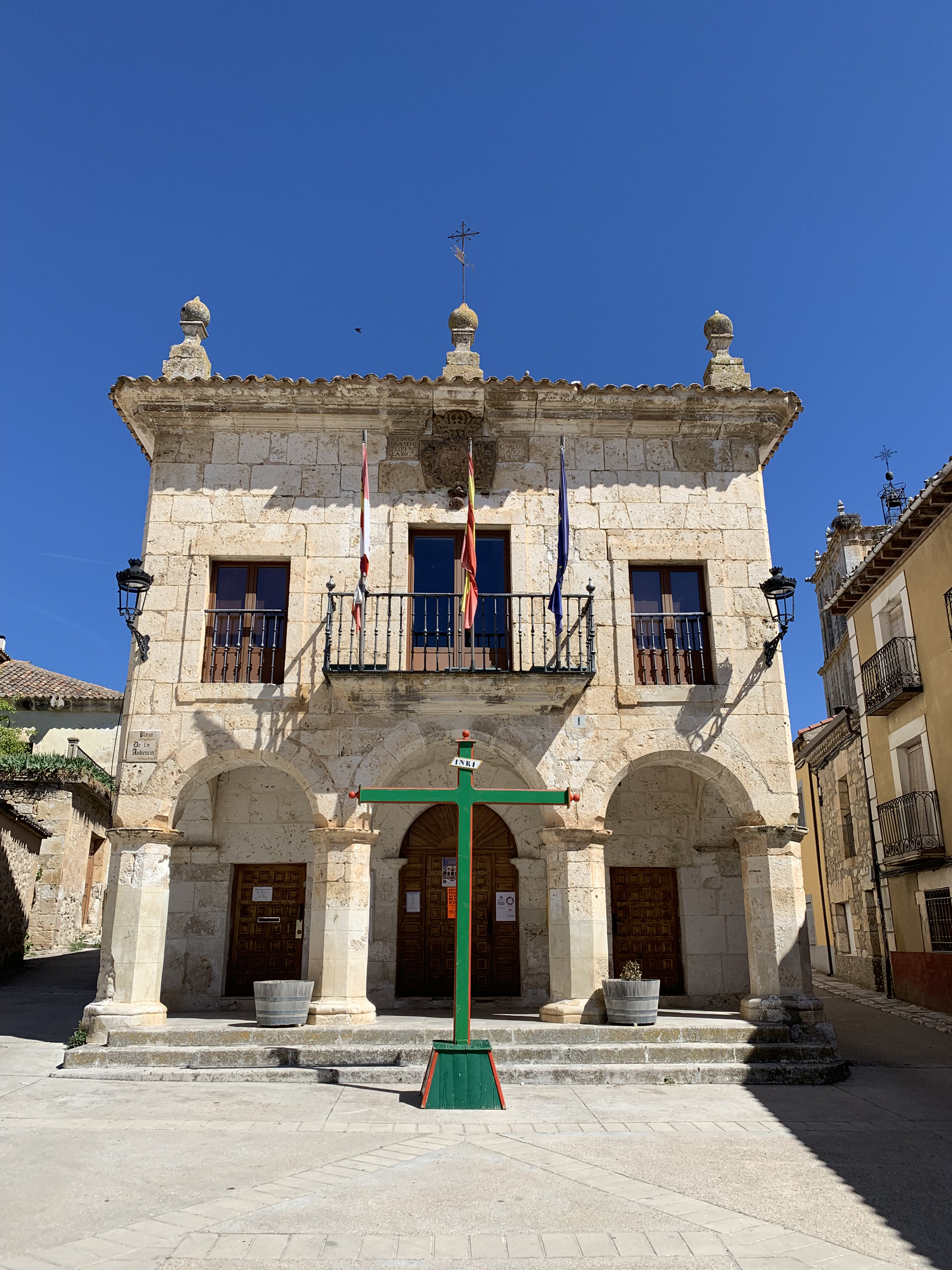
Casa consistorial

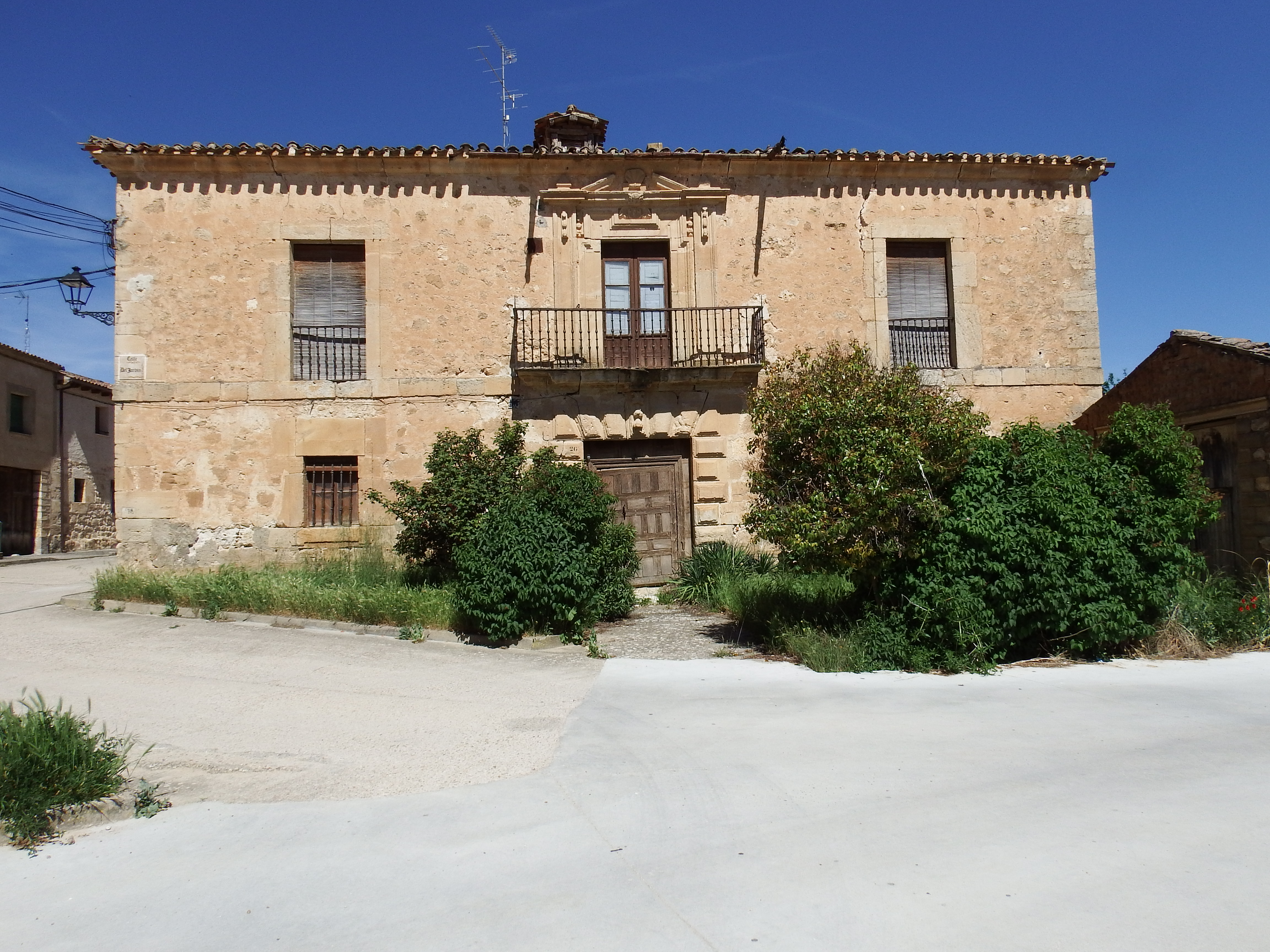
Casa de la Botica

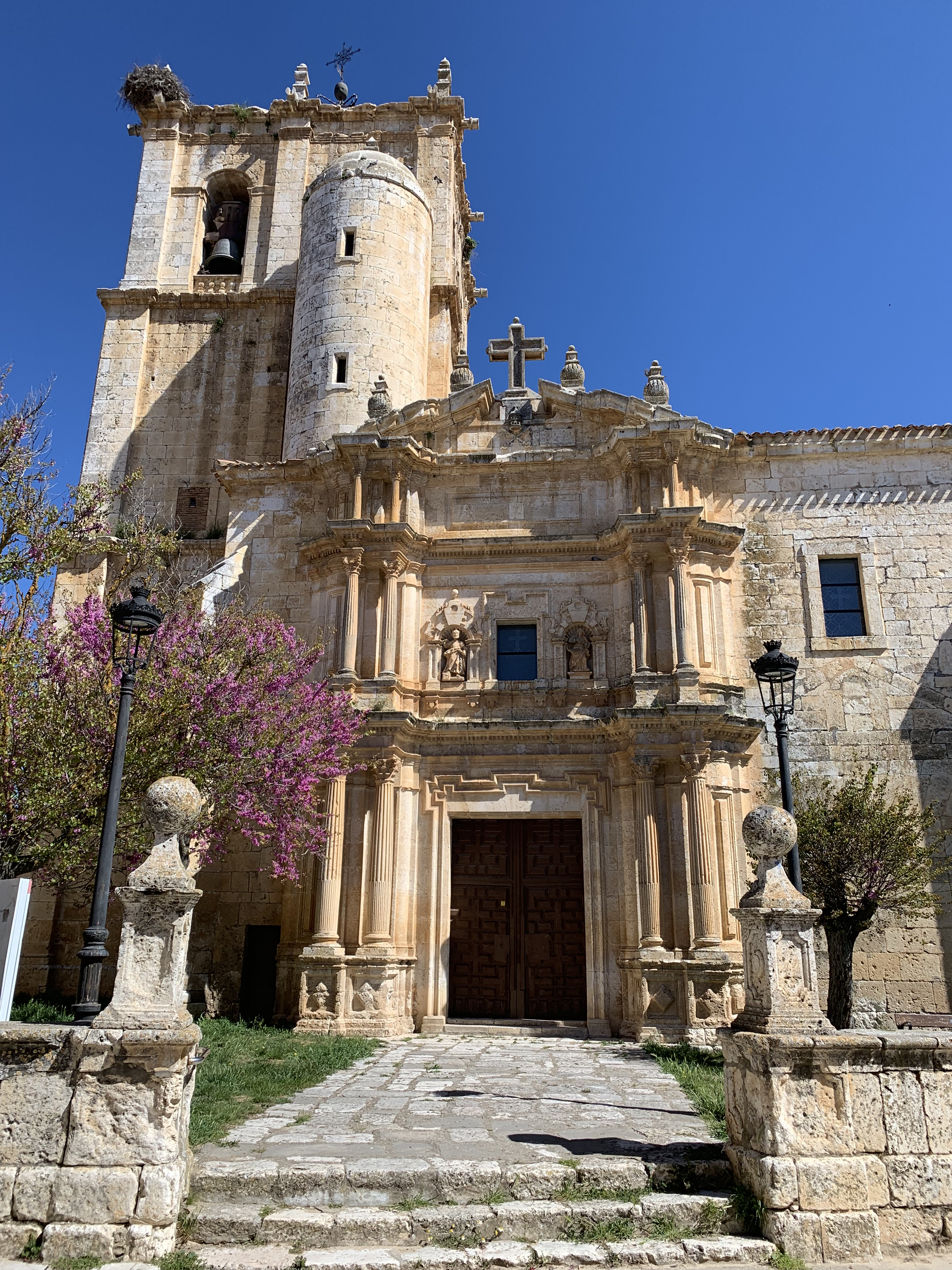
Iglesia de Santa Águeda

Así se describe a Sotillo de la Ribera en el tomo XIV del Diccionario geográfico-estadístico-histórico de España y sus posesiones de Ultramar, obra impulsada por Pascual Madoz a mediados del siglo XIX:

Villa con ayuntamiento en la provincia, audiencia territorial, capitanía general de Burgos (12 leguas), partido judicial de Aranda de Duero (3), diócesis de Osma (12). Situada en el extremo de un valle, en terreno hondo, con exposición al S, de cuyo viento está resguardada y ventilada de los demás; su clima es frío, pero sano; las enfermedades comunes son fiebres intermitentes y biliosas. Tiene 240 casas de uno y de dos pisos en general, formando cuerpo de población con una pequeña plaza, y calles cómodas y empedradas; una escuela de instrucción primaria para niños, dotada con 2.200 reales vellones; otra de igual clase para niñas, que pagan una retribución convencional; una casa consistorial, cuyo edificio es de piedra sillería, sólido y de buena arquitectura; una iglesia parroquial (Santa Águeda), cuyo templo es hermoso, de buena capacidad y solidez, consta de 3 naves, y en la mayor se ve una elevada media naranja que remata en un bello capitel; 6 ermitas dedicadas a Santa Lucía, la Virgen del Prado, Santa Ana, San Isidro, San Sebastián y San Jorge; bellas arboledas de olmos, chopos y álamos, con un hermoso soto, que forman los paseos para distracción y recreo de los habitantes; un cementerio bien situado y ventilado, y una fuente abundante de buenas aguas. El término confina: N Pinillos, Terradillos y Olmedillo; E Cabañes de Esgueva; S Ventosilla y Gumiel de Mercado y O Quintana del Pidio y Gumiel de Izán, y comprende unas 6.000 fanegas de terreno cortado en pequeños valles y llanos, con poco monte y de buena calidad en general, especialmente para el plantío de viñedo; corre por él un arroyuelo formado de los manantiales que hay en el término; sus aguas se aprovechan para lavar ropas y regar algunos huertos. Los caminos son todos de herradura, incluso el que conduce de Burgos a Segovia, y se hallan en mal estado. El correo se recibe de Aranda de Duero por medio de un peatón asalariado por la villa. Producciones: cereales, legumbres y vino; cría caza de liebres, conejos y perdices. Industria: dos telares para cáñamo y lienzos del país, y fabricación de aguardiente de mala calidad. Comercio: exportación de vino, e importación de los artículos de consumo que escasean. Población: 182 vecinos, 730 almas. Capital productivo: 2.845.600 reales; Imponible: 211.424. Contribución: 57.816 reales 32 maravedíes.
Diccionario geográfico-estadístico-histórico de España y sus posesiones de Ultramar

## Demografía
Sotillo de la Ribera cuenta con una población de 472 habitantes (INE 2024).
| Gráfica de evolución demográfica de Sotillo de la Ribera entre 1842 y 2021 |
| |
| Población de derecho según los censos de población del INE Población de hecho según los censos de población del INEEntre el censo de 1857 y el anterior, crece el término del municipio porque incorpora a Pinillos de Esgueva. |